# Gladiolus alatus
Gladiolus alatus es una especie de gladiolo que se encuentra desde el sur de Namaqualand al sur de la Península del Cabo y al este de Caledon y Bredasdorp, Sudáfrica. Se encuentra creciendo en pendientes con piedra arenisca y suelos graníticos.

## Descripción
Las flores florecen entre agosto y octubre y son perfumadas con dulzura.

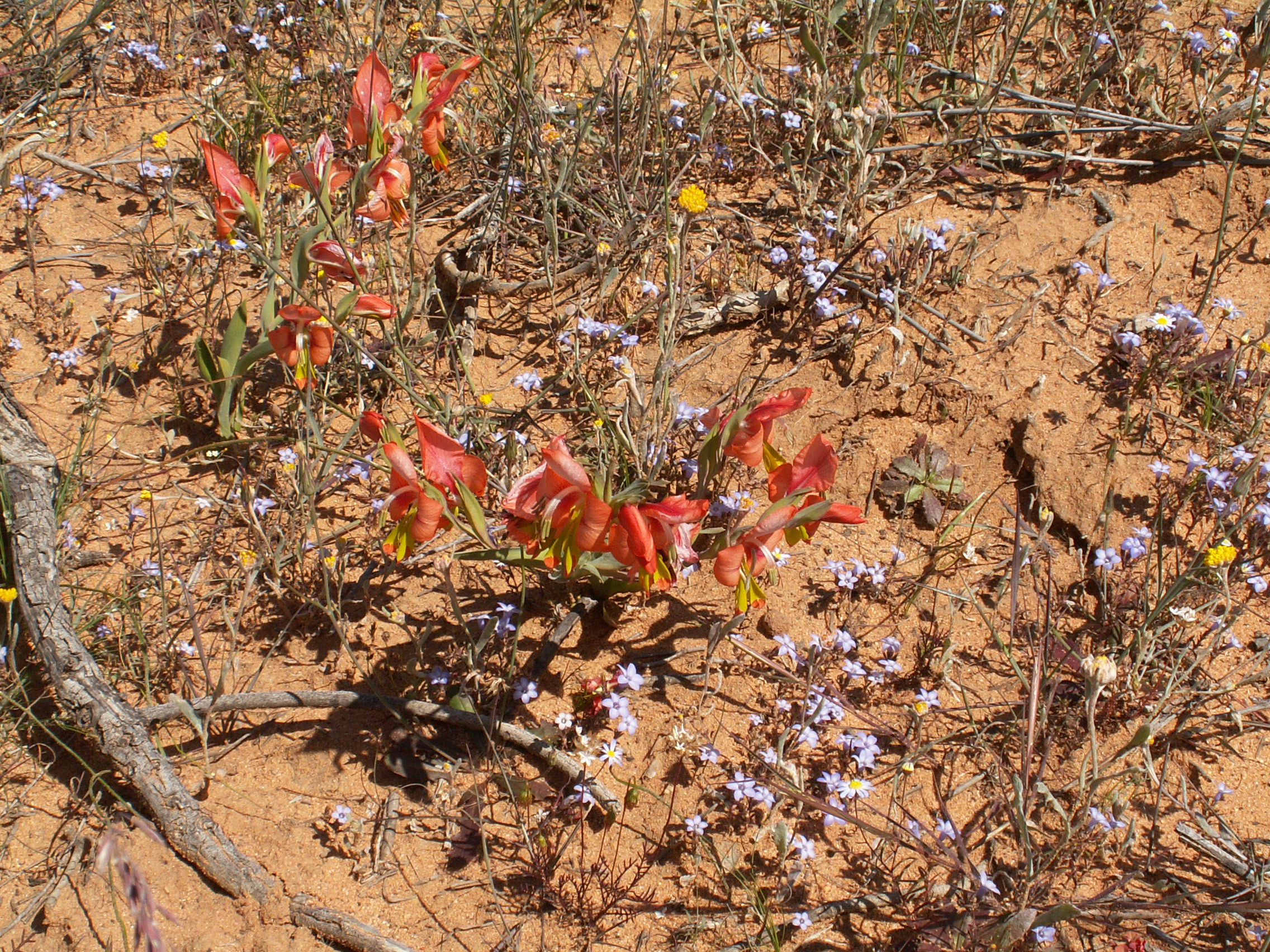
Gladiolus alatus in South African habitat

## Taxonomía
Gladiolus alatus fue descrita por Carlos Linneo y publicado en Plantae Rariores Africanae 8. 1760.
Etimología
Gladiolus: nombre genérico que se atribuye a Plinio y hace referencia, por un lado, a la forma de las hojas de estas plantas, similares a la espada romana denominada "gladius". Por otro lado, también se refiere al hecho de que en la época de los romanos la flor del gladiolo se entregaba a los gladiadores que triunfaban en la batalla; por eso, la flor es el símbolo de la victoria.
alatus: epíteto latíno que significa "alado".
Sinonimia
- Gladiolus algoensis (Herb.) Sweet
- Gladiolus galeatus Burm.f.
- Gladiolus papilionaceus Licht. ex Roem. & Schult.
- Gladiolus uniflorus Klatt
- Hebea alata (L.) Eckl.[7][8]